# Varpanen (sjö i Lapinlax, Norra Savolax)
Varpanen är en sjö i kommunen Lapinlax i landskapet Norra Savolax i Finland. Sjön ligger 112,6 meter över havet. Den är 13 meter djup. Arean är 1,07 kvadratkilometer och strandlinjen är 11 kilometer lång. Sjön  ingår i Vuoksens huvudavrinningsområde.   Den ligger omkring 51 kilometer norr om Kuopio och omkring 380 kilometer norr om Helsingfors. 
I sjön finns ön Prinssinsaari. Väster om Varpanen ligger Varpaisjärvi med Varpaisjärvi kyrka. 